# Хоноліти
Хоноліти (від грец. κωνεύω — відливаю і грец. λίθος — камінь) — інтрузивні тіла неправильної форми, що являють собою немов би магматичну відливку порожнини, яка виникла внаслідок переміщення блоків.